# Amami Ōshima
Amami Ōshima (奄美大島? in lingua di Okinawa: Uushima (ウーシマ); in lingua di Amami: Ushima (ウシマ)) è un'isola subtropicale del Giappone; è la maggiore del gruppo delle isole Amami, che fa parte dell'arcipelago delle Ryūkyū, nell'estremo sud del paese.

## Amministrazione
Il territorio dell'isola è suddiviso in cinque municipalità:
- Città di Amami, nel nord di Amami Ōshima
- Cittadina di Tatsugō, nel nord-est
- Villaggio di Yamato, nel nord-ovest
- Villaggio di Uken, nell'ovest
- Cittadina di Setouchi, che comprende i territori meridionali di Amami Ōshima e quelli delle isole di Kakeromajima, Yoroshima, Ukeshima ed altre minori

Le cittadine ed i villaggi, assieme ad altre municipalità delle Amami, formano il distretto di Ōshima. Il distretto a sua volta forma, con la città di Amami, la Sottoprefettura di Ōshima, che comprende tutti i territori delle Amami e cade sotto la giurisdizione della Prefettura di Kagoshima.

## Geografia
Amami Ōshima è localizzata poco più a nord del tropico del Cancro, circa 300 km a nord dell'isola di Okinawa e 380 km a sud di Kyūshū. È circondata verso ovest dal mar Cinese Orientale e verso est dall'Oceano Pacifico. Con una superficie di 712,35 km² è la seconda isola per estensione dell'arcipelago Ryūkyū e la settima di tutto il Giappone. I rilievi più alti sono ad ovest il Monte Yuwan, con i suoi 694 m s.l.m., ed il monte Yui, alto 484 m. Insieme alle altre isole del gruppo, Amami Ōshima è inserita nel parco quasi nazionale Amami Guntō, inaugurato nel 1974.

## Lingue
Gli abitanti dell'isola parlano due dialetti della lingua di Amami, che fa parte del gruppo delle lingue ryukyuane. A nord quello settentrionale di Amami Ōshima, che secondo una stima di Ethnologue del 2004 era parlato da circa 10.000 isolani. A sud quello meridionale, che secondo la stessa stima era parlato da 1.800 abitanti, comprendente alcune delle isole minori vicine alla costa meridionale di Amami Ōshima. Tali dialetti sono parlati soprattutto dagli adulti, mentre i più giovani ed i bambini tendono ad esprimersi in giapponese. La mutua intelligibilità della lingua di Amami con le altre lingue ryukyuane e con il giapponese è minima.